# Такабатакэ, Мотоюки
Мотоюки Такабатаке (яп. 高畠素之, 1886—1928) — японский журналист и политический активист, завершивший первый полный японский перевод «Капитала» Карла Маркса.

## Биография
Родился в рабочей семье, был христианином, однако затем бросил христианский университет. В юности он стал членом небольшого японского анархистского движения. С 1908 года подвергался преследованиям за социалистическую деятельность. Переводил изложение Маркса Карлом Каутским. Несмотря на анархистское и (тоже антиэтатистское) ортодоксально-марксистское прошлое, во время русской революции он начал склоняться в поддержку государственного социализма. В то время как видные марксисты рассматривали государство в Советской России как временное и неизбежное зло, необходимое для построения коммунистического общества (бесклассового и безгосударственного), Такабатакэ приветствовал революцию именно потому, что она приведёт к сильному централизованному государству. Это стало причиной напряженности между ним и другими японскими марксистами. 
Такабатакэ стал одним из первых теоретиков социалистического национализма в Японии. Он ввёл термин «Кокка Сякайсюги», означающий социализм с национальными и с государственными составляющими. В 1918 году вместе с молодыми радикалами Икки Китой и Сюмэй Окавой создал Общество старых борцов (Росокай) — дискуссионный клуб, призванный объединить как «правых», так и «левых» радикалов националистической ориентации. В январе того же года он опубликовал свою работу «Политическое движение и экономическое движение». Он завершил первый перевод Das Kapital на японский язык в 1924 году, хотя к 1926 году он полностью оставил марксизм, основав фашистскую организацию Kenkokukai, и подготовился к созданию национал-социалистической партии.
В 1928 году на пике своей деятельности Такабатакэ внезапно тяжело заболел. Он умер дома 23 декабря от рака желудка. На похоронах собрались многие левые политики, такие как Тосихико Сакаи, так и представители правых кругов Шинкичи Уэсуги, Бин Акао и Канбей Умедзу. 